# Glykobiologie
Glykobiologie ist im weitesten Sinn die Wissenschaft von der Struktur, Biosynthese und Biologie der Saccharide (Zuckerketten oder Glykane). Sie beeinflussen ein breites Spektrum biologischer Prozesse in mannigfaltiger Weise. Diese werden in medizinischer, biochemischer und biotechnologischer Hinsicht erforscht.

## Geschichte
Der Begriff Glykobiologie wurde im Jahr 1988 geprägt und bezeichnete die Verbindung der traditionellen Disziplinen der Zuckerchemie und der Biochemie. Diese resultierte aus einem verbesserten Verständnis der Zell- und Molekularbiologie und der Glykane. In den 1890er Jahren war es Emil Fischer der erstmals die Struktur von grundlegenden Zuckermolekülen klärte.

## Saccharide, Glykane, Glykokonjugate, Glykoproteine, Glykolipide
Kohlenhydrate unterscheidet man nach Einfachzuckern (Monosaccharide), Zweifachzuckern (Disaccharide), Mehrfachzuckern (Oligosaccharide) und Vielfachzuckern (Polysaccharide, auch Glykane). Moleküle aus Zuckerstrukturen und anderen Komponenten bezeichnet man als Glykokonjugate. Mit Zuckerstrukturen modifizierte Proteine werden als  Glykoproteine (glykosylierte Proteine) bezeichnet, Fettmoleküle mit angehefteten Zuckerbausteinen sind Glykolipide. Glykokonjugate sowie Moleküle, die Zuckerbausteine erkennen und biochemische Reaktionen auslösen, z. B. Antikörper, Enzyme, Lektine, sind in der Glykobiologie von besonderem Interesse. Glykokonjugate sind vor allem in der äußeren Zellwand sowie in Zellsekreten zu finden. Sie spielen, aufgrund der vorhandenen Glykan-Rezeptoren eine wichtige Rolle in Interaktionen zwischen Zellen.

## Glykomik
Die Gesamtheit der Zuckerstrukturen im Organismus wird als Glykom bezeichnet. Glykomik (auch Glycomics) ist die Gesamtbezeichnung für das entsprechende Forschungsfeld.

## Komplexität
Die Herausforderung der Glykobiologie in Analyse und Synthese von Glycoderivaten besteht darin, dass biologisch aktive Zucker außerordentlich komplex und vielgestaltig (heterogen) aufgebaut sein können. Die Bausteine (Monosaccharide, Eiweiße und Fette) können auf unterschiedlichste Weise zusammengesetzt sein.

## Praktische Anwendungen
Durch Forschung in der Glykobiologie verspricht man sich z. B. ein verbessertes Verständnis von Krankheiten und deren Verläufen durch Analyse der Art und des Ausmaßes der Glycosylierung von bestimmten Proteinen. Dies kann zu neuen Diagnostika und Therapeutika führen. Weitere Forschungsgebiete sind die Entwicklung von Impfstoffen, bei denen der Glycosylierungsgrad eine Rolle spielt und die Erprobung von Biomaterialien mit besserer Verträglichkeit.